# Río Ulungur
El río Ulungur o Urungu (en chino, 乌伦古河; pinyin, Wūlúngǔ hé; en mongol: Булган гол, Bulgan-Gol, que significa «río de sable») es un río del Asia Central que discurre por Mongolia y  la Región Autónoma Uigur de Sinkiang de la República Popular de China. El río, con una longitud de 725 km, es la principal fuente de alimentación del lago Ulungur, un lago chino, salobre y endorreico, de 1.035 km²  (14º de China).

## Geografía

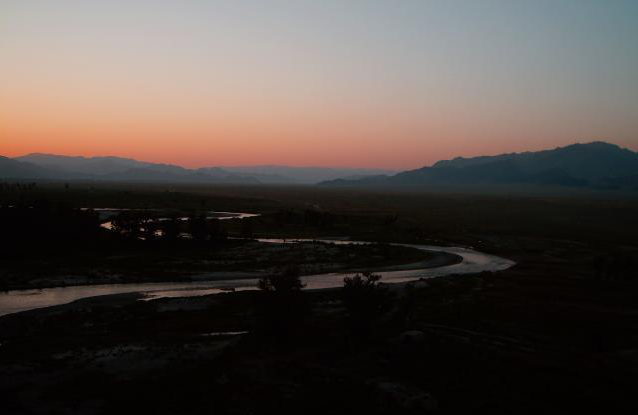
Anochecer sobre el río Bulgan

El río nace en Mongolia —donde se conoce como Bulgan—, en el aymag de Bayan-Ölgiy, al pie de la montaña Dushin-Uul, a 3.876 m sobre el nivel del mar. El río surge de la confluencia de varios arroyos que recogen el agua de la vertiente oriental de la parte central del  macizo de Altái mongol, localizado en la parte occidental del país. Discurre en esta parte inicial en dirección sur a través de un estrecho valle rocoso entre la cordillera principal de Altái y las cordilleras de Shara-Nuru y Shadegaityn-Nur, estribaciones de los Altái mongoles. Luego sale a la llanura del piedemonte y se vuelve hacia el oeste.
Antes de pasar la llanura de Zungaria, una región de clima árido, el río se divide en muchas ramas, formando un delta interior (el único lugar en Mongolia en que hay hábitats naturales de los castores, desde donde se establecieron en los ríos Hovd (516 km) y Tes (568 km)). En la llanura zungara el curso se vuelve muy tortuoso, quedando a menudo anegado.
Luego el río fluye a través de la aymag de Hovd  y después abandona el territorio mongol, y entra en Sinkiang, donde se le conoce como Urungu o Ulungur.
La boca en este momento se encuentra en el lago Baga Nuur. Durante las inundaciones del verano puede cambiar y alcanzar el lago Ulungur. Ambos lagos están conectados por los canales de Kuygan, estando el segundo de ellos 2 m por debajo del primero. En 1969 éste lago fue conectado mediante un canal artificial con el río Irtysh (en el tramo chino del río conocido como Irtysch Negro) para mantener un alto nivel de agua. Debido a esto, a veces se le relaciona erróneamente con la cuenca del río Irtysh.
Es uno de los ríos más grandes en el oeste de Mongolia y da nombre a dos distritos mongoles, Bulgan, uno en el aymag de Bayan-Ölgiy y otro en Hovd. Tiene un flujo anual de 1,38 km³ y sus aguas se utilizan para el riego.
El río se congela en invierno y causa inundaciones en el verano.